# 蓝翅噪鹛
蓝翅噪鹛（学名：Trochalopteron squamatum），又名鳞斑噪鹛，为圓翅噪鶥屬的鸟类，分布于尼泊尔、锡金、不丹、印度、缅甸、越南以及中国大陆的云南等地，常见于沟谷常绿阔叶林下灌木丛中。该物种的模式产地在喜马拉雅山脉地区。